# Sparkasse Engen-Gottmadingen
Die Sparkasse Engen-Gottmadingen ist eine Sparkasse in Baden-Württemberg mit Sitzen in Engen und Gottmadingen. Sie ist eine Anstalt des öffentlichen Rechts.

## Geschäftsgebiet und Träger
Das Geschäftsgebiet der Sparkasse Engen-Gottmadingen umfasst jeweils Teile der Landkreise Konstanz und Tuttlingen. Träger der Sparkasse sind die Städte und Gemeinden Aach, Büsingen am Hochrhein, Emmingen-Liptingen, Engen, Gailingen am Hochrhein, Gottmadingen, Hilzingen, Immendingen, Mühlhausen-Ehingen und Tengen.

## Geschäftszahlen
Die Sparkasse Engen-Gottmadingen wies im Geschäftsjahr 2023 eine Bilanzsumme von 1,273 Mrd. Euro aus und verfügte über Kundeneinlagen von 822,29 Mio. Euro. Gemäß der Sparkassenrangliste 2023 liegt sie nach Bilanzsumme auf Rang 297. Sie unterhält 10 Filialen/Selbstbedienungsstandorte und beschäftigt 167 Mitarbeiter.

## Sparkassen-Finanzgruppe
Die Sparkasse Engen-Gottmadingen ist Teil der Sparkassen-Finanzgruppe und gehört damit auch ihrem Haftungsverbund an. Er sichert den Bestand der Institute und sorgt dafür, dass sie auch im Fall der Insolvenz einzelner Sparkassen alle Verbindlichkeiten erfüllen können. Die Sparkasse vermittelt Bausparverträge der regionalen Landesbausparkasse, offene Investmentfonds der Deka und Versicherungen der SV SparkassenVersicherung. Im Bereich des Leasing arbeitet die Sparkasse Engen-Gottmadingen mit der  Deutschen Leasing zusammen. Die Funktion der Sparkassenzentralbank nimmt die Landesbank Baden-Württemberg wahr.